# Salcia Landmann
Salomea Salcia Landmann (ur. 18 listopada 1911 w Żółkwi, zm. 16 maja 2002 w St. Gallen) – szwajcarska filozofka, pisarka i dziennikarka pochodzenia żydowskiego.

## Życiorys
Salomea Landmann była córką Israela Passwega i Reginy Passweg z d. Gottesmann. W roku 1914 z rodzicami przeniosła się do St. Gallen. Studiowała w Berlinie prawo i filozofię u Mikołaja Hartmanna. Po roku 1933 kontynuowała studia filozoficzne na uniwersytecie w Bazylei u Hermana Friedricha Schmalenbacha. Studia ukończyła w roku 1939 pracą doktorską z dziedziny fenomenologii i ontologii. W tym samym roku wyszła za mąż za filozofa Michaela Landmanna.
W roku 1960 ukazała się jej pierwsza książka pt. „Humor żydowski” („Der jüdische Witz”). Później napisała i wydała kilkadziesiąt książek, w większości poświęconych kulturze Żydów aszkenazyjskich.